# Prefix telefonic 843 (Statele Unite ale Americii)

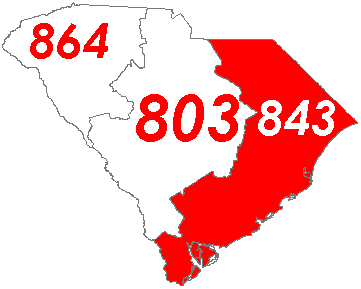
Zonele statului care sunt acoperite de Area code 843, în roșu.

Prefixul telefonic 843, conform originalului din engleză, Area code 843, este unul din cele trei prefixe telefonice (alături de prefixele 803 și 864) ale statului Carolina de Sud din Statele Unite ale Americii.

## Istoric
Acest prefix din statul South Carolina a fost creat la 22 martie 1998 ca o scindarea a fostului prefix 803, acoperind părțile nord-estică, estică, sud-estică și sudică a statului, respectiv localitățile Myrtle Beach, Charleston, Beaufort, Hilton Head Island și Florence, precum și alte părți ale statului incluzând regiunile statului cunoscute ca Grand Strand, The Lowcountry, The Pee Dee și The Sandhills.